# Giovanni Bellini

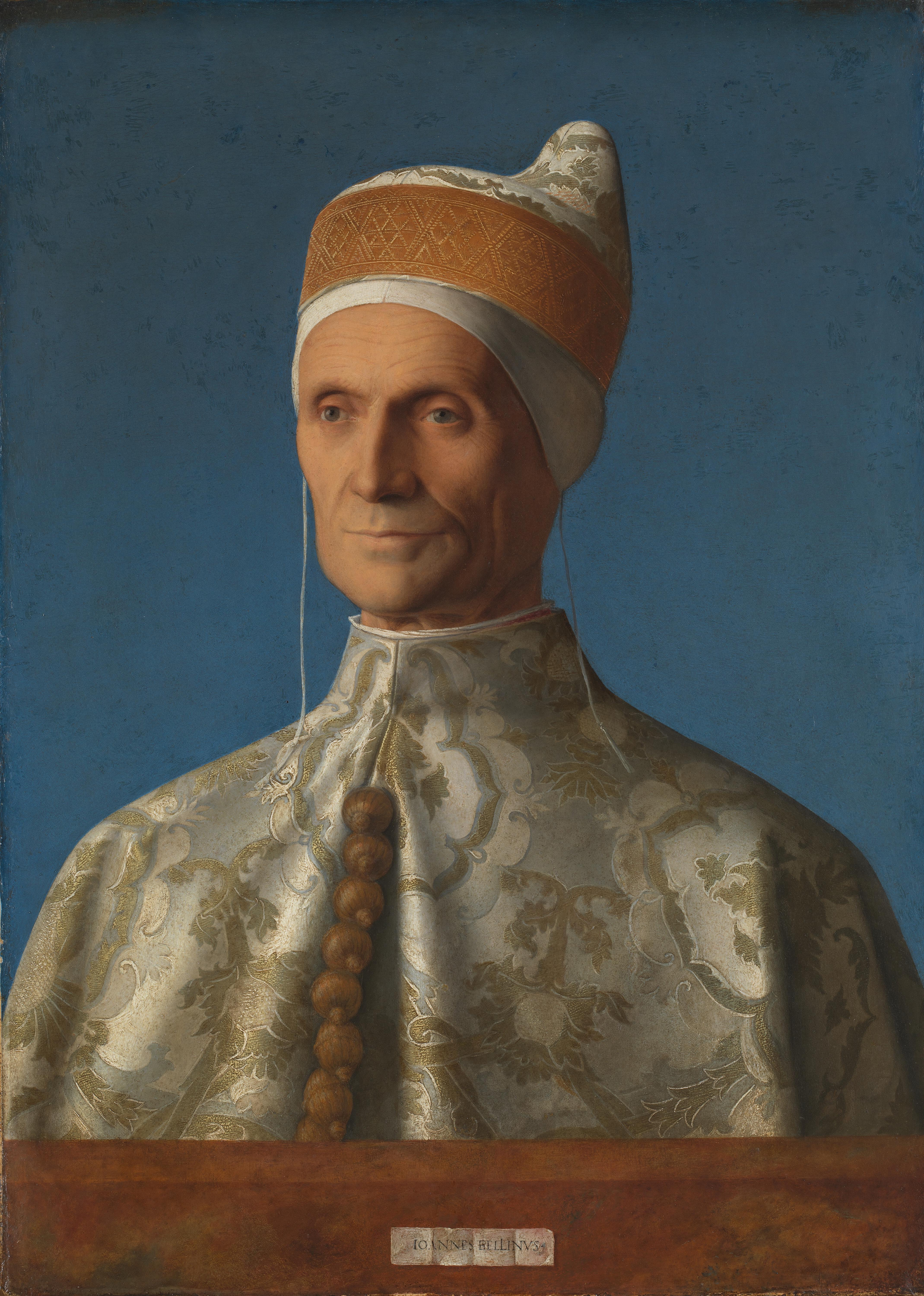
Giovanni Bellinis Porträt des Dogen Leonardo Loredan, um 1501, National Gallery, London

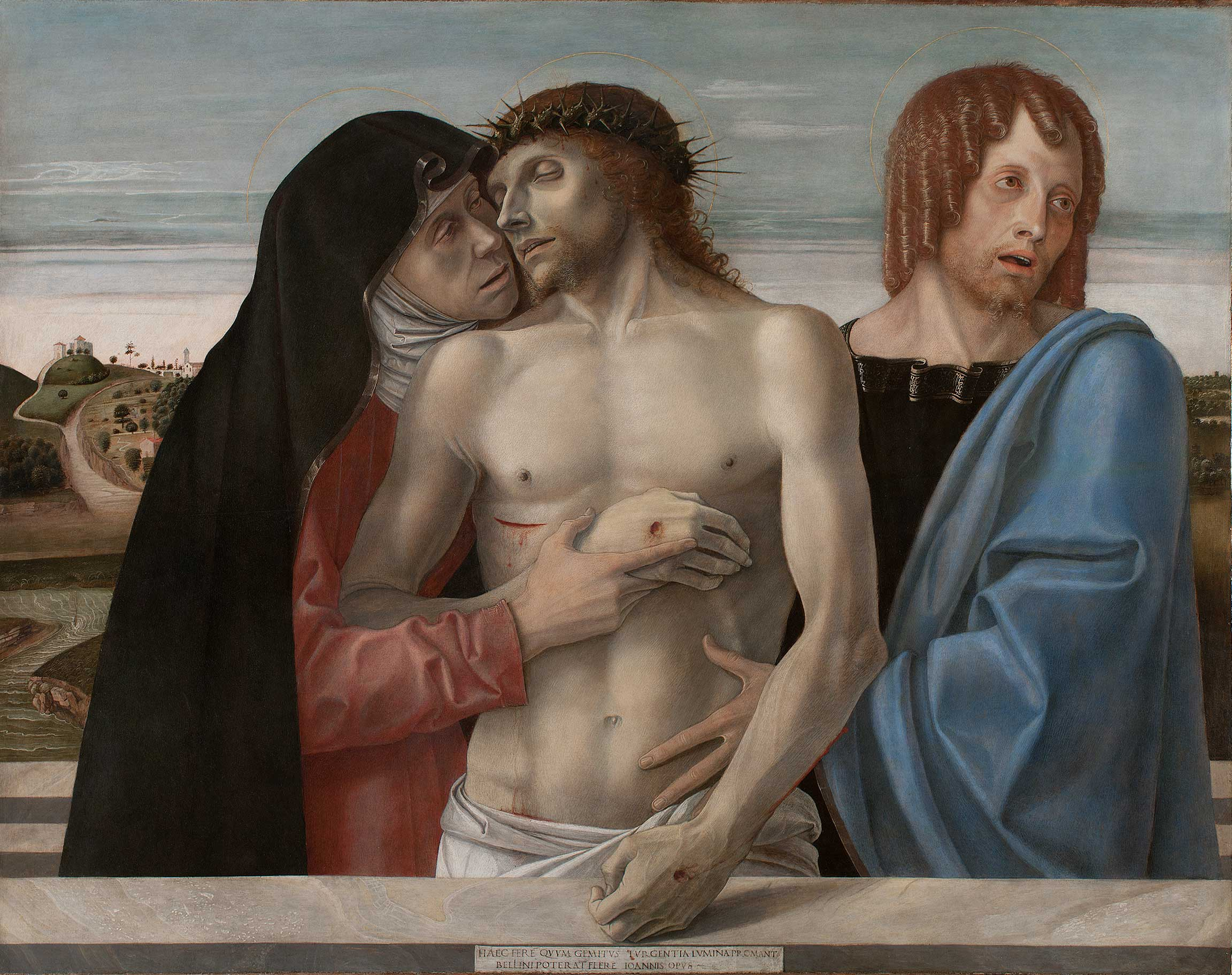
Pietà, um 1469, Pinacoteca di Brera, Mailand

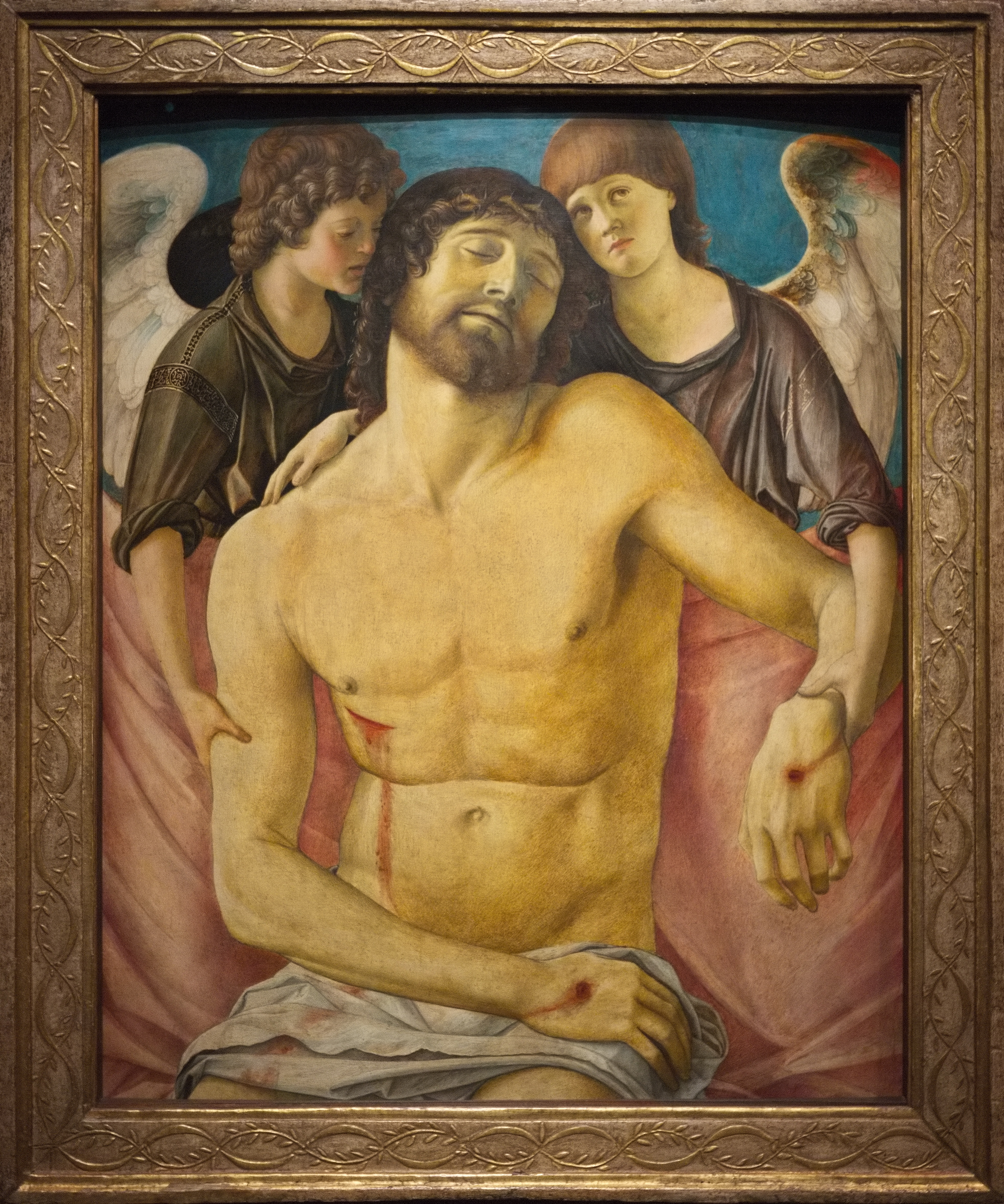
Toter Christus von Engeln gehalten, 1470/75, Gemäldegalerie, Berlin

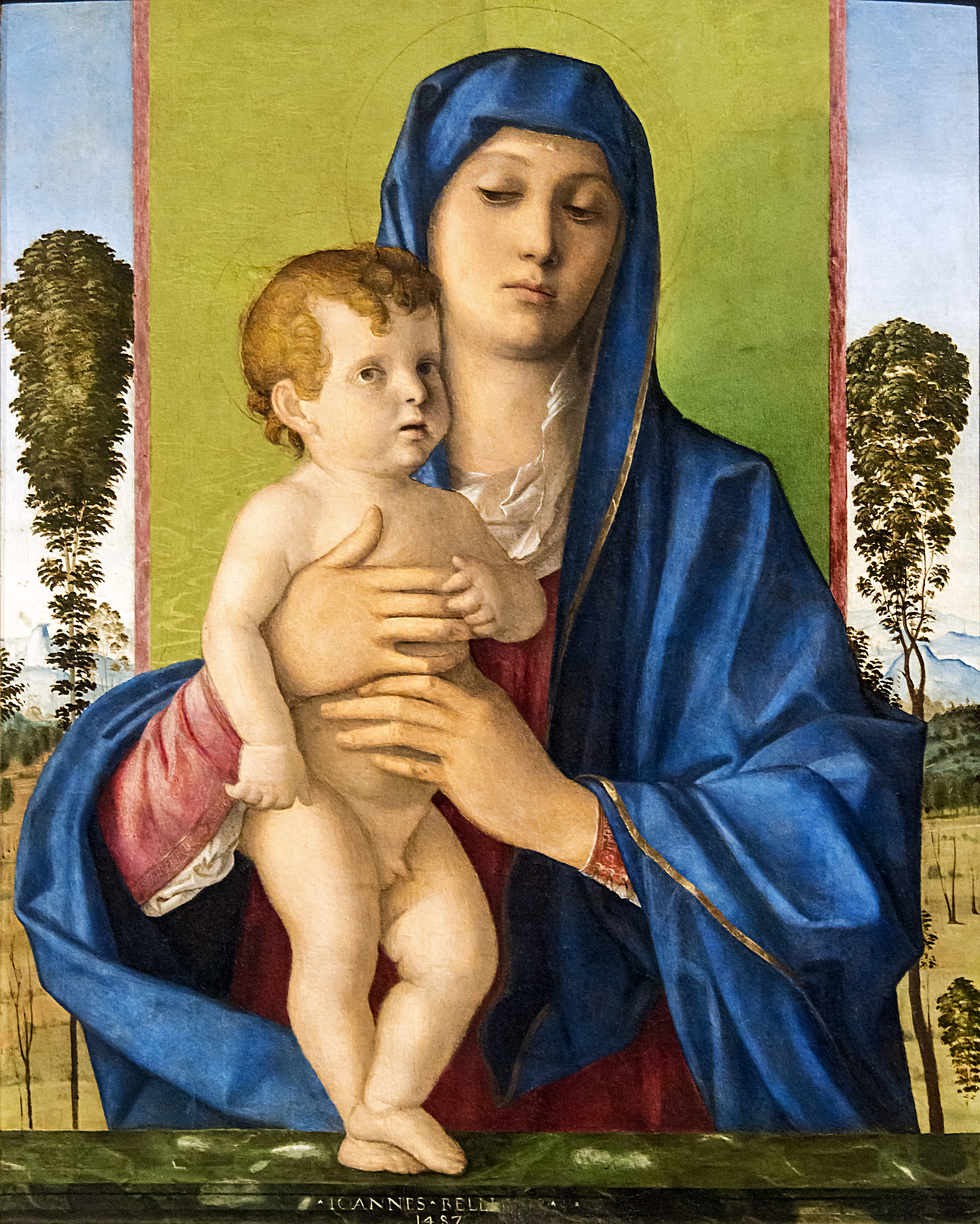
Madonna degli alberetti, 1487, Gallerie dell’Accademia, Venedig

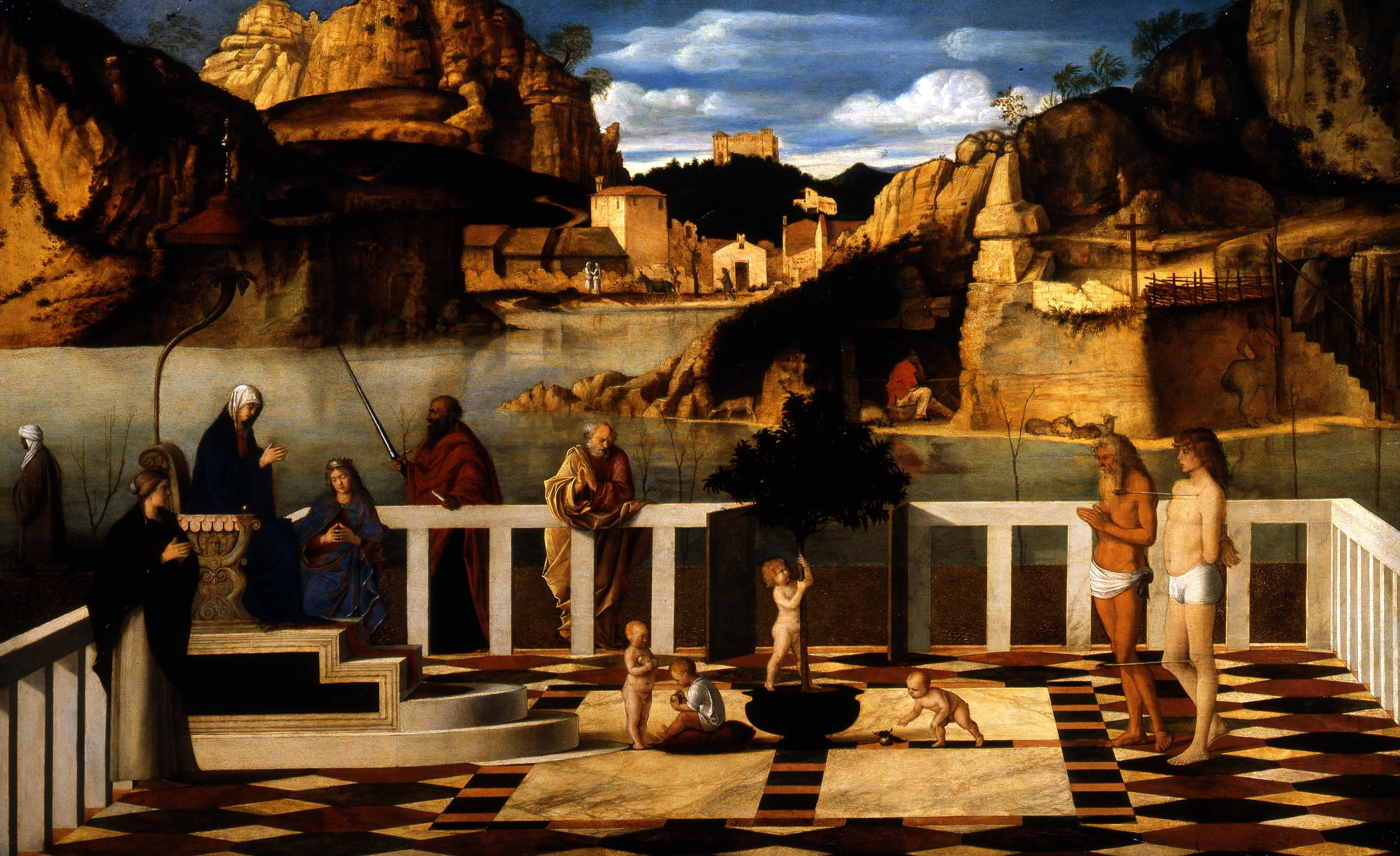
Heilige Allegorie, um 1490/1500, Uffizien, Florenz

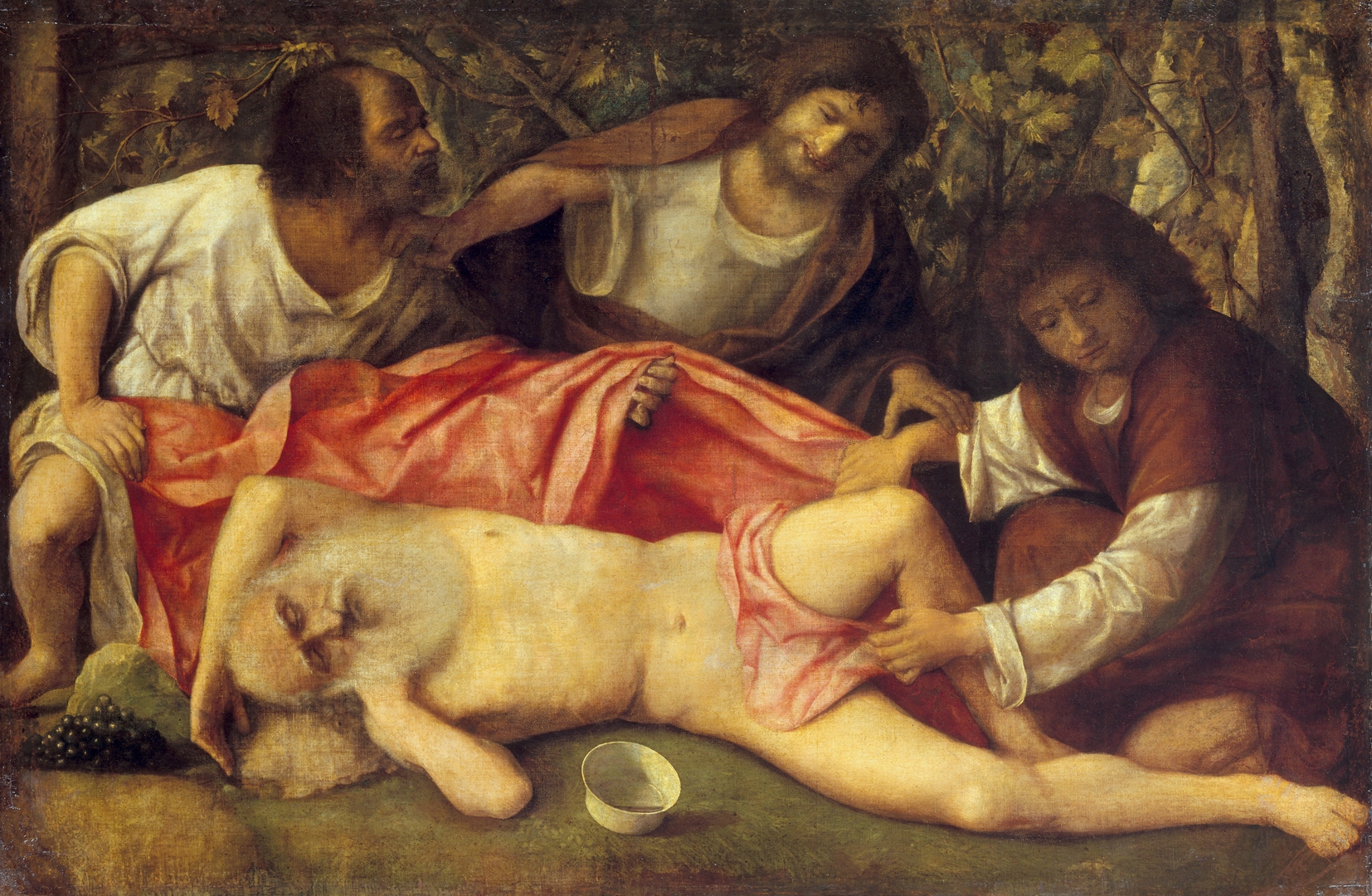
Die Trunkenheit Noahs, 1515, Musée des Beaux-Arts et d’Archéologie de Besançon

Giovanni Bellini (* um 1437 in Venedig; † 29. November 1516 ebenda), auch Giambellino, im deutschen Sprachraum mitunter auch Gian Bellin genannt, war ein venezianischer Maler. Zusammen mit seinem Bruder Gentile begründete er die venezianische Malerschule der Frührenaissance.

## Leben
Giovanni Bellini stammte aus einer venezianischen Malerfamilie. Er war der uneheliche Sohn Jacopo Bellinis, sein Bruder war Gentile Bellini.
Sein Frühwerk stand unter dem Einfluss der Malerei seines Schwagers Andrea Mantegna, der mit seiner Schwester Nicolosia verheiratet war. Durch ihn lernten die Brüder Gentile und Giovanni Bellini insbesondere bei Arbeitsaufenthalten in Padua die Schule des Francesco Squarcione kennen. Weiter wurden sie durch Arbeiten Donatellos beeinflusst, die sie ebenfalls in Padua kennenlernten.
Um der starken Nachfrage nach seinen Bildern nachzukommen, nutzte Bellini seine große Werkstatt zur wiederholten Produktion bereits gefundener Bildlösungen. Er erhielt Aufträge von Isabella d’Este und Francesco Gonzaga. Aus seiner Werkstatt gingen auch Giorgione, Tizian und viele weitere berühmte Künstler hervor.
Nach zahlreichen öffentlichen Aufträgen wurde er 1483 zum offiziellen Maler der Republik Venedig ernannt, um sich der Ausmalung der Sala del Maggior Consiglio im Dogenpalast widmen zu können.

## Werk
Einen großen Teil in Bellinis Werk nehmen Andachtsbilder wie Madonna mit Kind ein. Als Vorbild für seine Madonnenbilder dienten griechische und byzantinische Ikonen, die in Venedig weit verbreitet waren und deren Stereotype er veränderte. Diese Bilder strahlen eine starke emotionale, poetische Beziehung zwischen Mutter und Kind aus. Die Pietà und die Sacra Conversazione bilden einen weiteren Schwerpunkt bei den Andachtsbildern.
Bellini war neben seinem Vater Jacopo und seinem Bruder Gentile prägend für die Entwicklung des Porträts in der venezianischen Malerei. Beeinflusst wurde er von Antonello da Messina seit dessen Aufenthalt in Venedig von 1474 bis 1476. Bellini behielt die Unnahbarkeit des frühen venezianischen Porträts bei, die Porträtierten wurden nunmehr aber überwiegend im Dreiviertelprofil dargestellt. Berühmt ist auch die im Hintergrund angelegte Darstellung der Landschaft, deren grünlich-goldenes Kolorit ein wesentliches Merkmal der venezianischen Malerei wurde. An die Stelle der zeichnerischen Härte der Frührenaissance trat nun besonders im Spätwerk die malerische Weichheit, und die Farben erhalten dank der Übernahme der Ölfarben der niederländischen Malerei, die Antonello da Messina in Venedig einführte, Wärme und Leuchtkraft.
Zu seinen Hauptwerken zählt das Triptychon Thronende Madonna mit den vier Evangelisten (1488) in der Sakristei der Kirche Santa Maria Gloriosa dei Frari in Venedig. Dieses Werk regte Albrecht Dürer, der Bellini in einem Brief als den besten Maler bezeichnete, zu seinem Gemälde Die vier Apostel an.
Viele seiner Bilder verbrannten 1577 bei einem großen Brand im Dogenpalast. 1993 wurde ein Bildnis der Madonna mit Kind (1480) aus der Cappella Valier der Kirche Madonna dell’Orto in Cannaregio gestohlen und bis heute nicht wiederaufgefunden.

## Einzelwerke (Auswahl)
- Die Beschneidung, um 1500
- Madonna mit Kind, Musei civici di Pavia, um 1455[4]
- Darbringung Christi im Tempel, Venedig, um 1460
- Polyptychon des Hl. Vinzenz Ferrer, San Zanipolo, Venedig, um 1465
- Pietà, Pinacoteca di Brera, Mailand, um 1469
- Auferstehung Christi, 1475/1478
- Hl. Hieronymus, Uffizien, Florenz, 1479
- Der Tote Christus, von zwei Engeln gestützt, Gemäldegalerie Berlin, 1480
- Beweinung Christi, Staatsgalerie Stuttgart, vor 1500[5]
- Madonna degli alberetti, Accademia Venedig, 1487
- Pala di San Giobbe, Accademia Venedig, 1487
- Triptychon, Santa Maria Gloriosa dei Frari, Venedig, 1488
- Madonna mit Doge Barbarigo, San Pietro Martire, Murano, 1488
- Heilige Allegorie, Uffizien, Florenz, um 1490/1500
- Madonna mit Kind, das auf einer Brüstung steht, um 1460, Gemäldegalerie Berlin[6]
- Porträt Doge Leonardo Loredan, National Gallery London, um 1501
- Pala di San Zaccaria, Venedig, 1505
- Junge Frau bei der Toilette, Kunsthistorisches Museum Wien, 1515
- Die Trunkenheit Noahs, 1515, Musée des Beaux-Arts et d’Archéologie de Besançon